# Pharmazeutische Betreuung
Die Pharmazeutische Betreuung ist die konsequente Wahrnehmung der Mitverantwortung des Apothekers bei der Arzneimitteltherapie mit dem Ziel, konkrete therapeutische Ergebnisse zu erreichen, die geeignet sind, die Lebensqualität des Patienten zu verbessern.
Die Pharmazeutische Betreuung ist ein komplementäres Angebot des Apothekers, das die Therapie des Arztes unterstützt, um arzneimittelbezogene Probleme zu minimieren.

## Ziele
- Optimierung der Arzneimitteltherapie.
- Erkennen und Lösen von arzneimittelbezogenen Problemen (bsp. mit Hilfe des SOAP-Schemas= Subjektive und Objektive Informationen sammeln, Analysieren und Planen = subjective objective assessment plan)
- Übernahme von Verantwortung durch den Apotheker.
- Beurteilung des Anwendungserfolges subjektiv aus der Sicht des Patienten.
- Kooperation mit den übrigen Heilberuflern.
- Erstellen eines Betreuungsplans
- Verbesserung der Lebensqualität des Patienten.

## Bibliographie
- Álvarez de Toledo F, et al. Atención farmacéutica en personas que han sufrido episodios coronarios agudos (Estudio TOMCOR). Rev Esp Salud Pública. 2001; 75:375-88.

- Pastor Sánchez R, Alberola Gómez-Escolar C, Álvarez de Toledo Saavedra F, Fernández de Cano Martín N, Solá Uthurry N. Classification of Pharmaco-Terapeutic Referrals (CPR). MEDAFAR. Madrid: IMC; 2008.

- Álvarez de Toledo Saavedra F, Fernández de Cano Martín N, coordinadores. MEDAFAR Asma. Madrid: IMC; 2007.

- Álvarez de Toledo Saavedra F, Fernández de Cano Martín N, coordinadores. MEDAFAR Hipertensión. Madrid: IMC; 2007.